# Parafia Chrystusa Króla w Reczu
Parafia pod wezwaniem Chrystusa Króla w Reczu – parafia rzymskokatolicka należąca do dekanatu Choszczno, archidiecezji szczecińsko-kamieńskiej, metropolii szczecińsko-kamieńskiej. Siedziba mieści się w Reczu przy ulicy Ratuszowej. Prowadzą ją księża diecezjalni.
Proboszczem parafii od 25 sierpnia 2001 do 13 października 2013 był † ks. kanonik Aleksander Józef Słodkowski. Od 1 grudnia 2013 proboszczem parafii jest ks. Cezary Mroczek. 

## Kościół parafialny
Kościół Chrystusa Króla w Reczu

## Kościoły filialne i kaplice
- Kościół Matki Bożej Częstochowskiej w Nętkowie[1]
- Kościół Niepokalanego Serca Najświętszej Maryi Panny w Pomieniu[1]
- Kościół św. Józefa w Rybakach[1]
- Kościół Przemienienia Pańskiego w Słutowie[1]
- Kościół św. Wojciecha Biskupa i Męczennika w Sulibórzu[1]